# Don Balón
O Don Balón é uma revista esportiva espanhola, especializada em futebol.
Foi fundada em 1975 por José María Casanovas, um jornalista esportivo espanhol. A revista faz parte da European Sports Magazines, uma associação de várias revistas esportivas da Europa. Desde 1976, concede anualmente o prêmio homônimo, o Don Balón, aos profissionais que se destacam na La Liga.